# Tour de Vendée
Die Tour de Vendée ist ein französisches Straßenradrennen für Männer.
Das Eintagesrennen, welches seinen Termin für gewöhnlich im Mai hat und im französischen Département Vendée stattfindet mit dem Ziel in der Stadt La Roche-sur-Yon, wurde erstmals im Jahr 1972 ausgetragen. In den Jahren 1996 und 1997 hieß das Rennen Vendée International Classic. Seit Einführung der UCI Europe Tour in der Saison 2005 ist das Rennen Teil dieser Rennserie und in die Kategorie 1.1 eingestuft. Die Tour de Vendée ist außerdem seit 1992 ein Teil des Coupe de France, einer Rennserie von französischen Eintagesrennen. Rekordsieger ist Jaan Kirsipuu, der das Rennen viermal für sich entscheiden konnte.

## Palmarès
| Jahr | Sieger                 | Zweiter               | Dritter               |          |
| ---- | ---------------------- | --------------------- | --------------------- | -------- |
| 1980 | Jean-René Bernaudeau   | Roger Legeay          | Christian Seznec      |          |
| 1981 | Bernard Bourreau       | Maurice Le Guilloux   | Marc Madiot           |          |
| 1982 | Serge Beucherie        | Bernard Becaas        | Maurice Le Guilloux   |          |
| 1983 | Pierre Bazzo           | Håkan Jensen          | Raymond Martin        |          |
| 1984 | Claude Moreau          | Alain Bondue          | Sean Yates            |          |
| 1985 | Michel Bibollet        | Dominique Gaigne      | Philippe Leleu        |          |
| 1986 | Francis Castaing       | Søren Lilholt         | Éric Caritoux         |          |
| 1987 | Jean-Claude Colotti    | Philippe Louviot      | Dirk De Wolf          |          |
| 1988 | Alberto Leanizbarrutia | Pierangelo Bincoletto | Marnix Lameire        |          |
| 1989 | Laurent Bezault        | Atle Kvålsvoll        | Johan Bruyneel        |          |
| 1990 | François Lemarchand    | Philippe Casado       | Ronny Van Holen       |          |
| 1991 | Fabrice Naessens       | Edwin Bafcop          | Thierry Marie         |          |
| 1992 | Bruno Cornillet        | Pascal Lance          | Laurent Bezault       |          |
| 1993 | Dmitri Schdanow        | Bruno Thibout         | Bart Leysen           |          |
| 1994 | Patrick Van Roosbroeck | Mario De Clercq       | Peter Spaenhoven      |          |
| 1995 | Mario De Clercq        | Jo Planckaert         | Laurent Davion        |          |
| 1996 | Laurent Desbiens       | Philippe Gaumont      | Jacky Durand          |          |
| 1997 | Jaan Kirsipuu          | Gilles Maignan        | Steve De Wolf         |          |
| 1998 | Marco Antonio Di Renzo | Laurent Desbiens      | Jaan Kirsipuu         |          |
| 1999 | Jaan Kirsipuu          | Lars Michaelsen       | David Millar          |          |
| 2000 | Jaan Kirsipuu          | Jay Sweet             | Ludovic Capelle       |          |
| 2001 | Didier Rous            | Benoît Salmon         | Patrice Halgand       |          |
| 2002 | Franck Bouyer          | Walter Bénéteau       | Geert Omloop          |          |
| 2003 | Jaan Kirsipuu          | Carlos Da Cruz        | Jérôme Pineau         |          |
| 2004 | Thor Hushovd           | Jaan Kirsipuu         | Sébastien Hinault     |          |
| 2005 | Jonas Ljungblad        | László Bodrogi        | Stéphane Petilleau    |          |
| 2006 | Mikel Gaztañaga        | Jimmy Casper          | Sébastien Hinault     |          |
| 2007 | Mikel Gaztañaga        | Mark Renshaw          | Mathieu Drujon        |          |
| 2008 | Koldo Fernández        | Kristof Goddaert      | Anthony Geslin        |          |
| 2009 | Pawel Brutt            | Matthieu Ladagnous    | Thomas Voeckler       |          |
| 2010 | Koldo Fernández        | Davide Appollonio     | Jonathan Hivert       |          |
| 2011 | Marco Marcato          | Pello Bilbao          | Maxime Bouet          |          |
| 2012 | Wesley Kreder          | Sébastien Hinault     | Jonathan Hivert       |          |
| 2013 | Nacer Bouhanni         | Samuel Dumoulin       | Steven Tronet         |          |
| 2014 | Armindo Fonseca        | Olivier Le Gac        | Thomas Voeckler       |          |
| 2015 | Christophe Laporte     | Jauhen Hutarowitsch   | Thomas Sprengers      |          |
| 2016 | Nacer Bouhanni         | Samuel Dumoulin       | Bryan Coquard         |          |
| 2017 | Christophe Laporte     | Justin Jules          | Fabian Lienhard       |          |
| 2018 | Nico Denz              | Lennert Teugels       | Gian Friesecke        |          |
| 2019 | Marc Sarreau           | Christophe Laporte    | Bryan Coquard         |          |
| 2020 | abgesagt               | abgesagt              | abgesagt              | abgesagt |
| 2021 | Bram Welten            | Eduard Prades         | Sebastian Schönberger |          |
| 2022 | Bryan Coquard          | Arnaud Démare         | Luca Mozzato          |          |
| 2023 | Arnaud Démare          | Paul Penhoët          | Sandy Dujardin        |          |
| 2024 | abgesagt               | abgesagt              | abgesagt              | abgesagt |
| 2025 |                        |                       |                       |          |